# Brainerd, Minnesota
Brainerd, Minnesota (енгл. Brainerd) град је у америчкој савезној држави Минесота.

## Демографија
По попису из 2010. године број становника је 13.590, што је 412 (3,1%) становника више него 2000. године.
| Група             | 2000.          | 2010.          |
| Белци             | 12.567 (95,4%) | 12.553 (92,4%) |
| Афроамериканци    | 94 (0,7%)      | 162 (1,2%)     |
| Азијати           | 60 (0,5%)      | 46 (0,3%)      |
| Хиспаноамериканци | 113 (0,9%)     | 249 (1,8%)     |
| Укупно            | 13.178         | 13.590         |